# Il trono di fuoco (film 1983)
Il trono di fuoco è un film fantasy del 1983 diretto da Franco Prosperi.

## Trama
Le forze del Bene e del Male ingaggiano un'epica battaglia per la conquista di un leggendario trono. Sigfrido/Thor, paladino del Bene, ottiene per questo scopo il potere dell'invisibilità, e il padre suo stregone lo rende pressoché invulnerabile. La sua nemesi è il malvagio Morak, figlio di Belial il messaggero di Satana e di una strega, il quale ha l'obiettivo di ottenere in moglie la Principessa Valkari/Brunilde prima di conquistare il trono, perché in caso contrario, al suo semplice contatto, arderà vivo.